# ワカキノサクラ (小惑星)
ワカキノサクラ（43803 Wakakinosakura）は、メインベルトの小惑星の1つ。
1991年（平成3年）9月7日、芸西村の芸西天文台で観測していた高知市在住のアマチュア天文家関勉によって発見された。直径約6.6 キロメートルで、軌道長半径約3.03 天文単位の公転軌道にあり、約5.29年（1929.6日）の公転周期で太陽の周囲を公転している。
名前の由来となった「ワカキノサクラ (稚木の桜、Cerasus jamasakura var. jamasakura‘Humilis’)」は、1889年（明治22年）に植物学者牧野富太郎が故郷の高知県佐川町の尾川城で栽培されていたものを発見したヤマザクラの一品種で、種を蒔いてからわずか3年で花を咲かせることから命名された。
ワカキノサクラの種は、2008年（平成20年）に国際宇宙ステーションへ送られて宇宙に滞在する実験に使われた。2008年5月28日に佐川町立尾川小中学校の小学生により採集された種は、他の日本全国からされた13種の種とともに、スペースシャトル・エンデバー号による国際宇宙ステーション (ISS) 利用補給ミッションSTS-126で2008年11月15日（日本時間）に打ち上げられ、ISSの日本実験棟「きぼう」で約8ヶ月半宇宙に滞在し、2009年7月31日（同）に日本の宇宙飛行士若田光一らとともにエンデバー号で地球に帰還した。宇宙から帰還した種から8本の苗が育ち、そのうち7つは全国に送られ、1つは尾川小中に残されて育成され、2世、3世が育っている。
2023年（令和5年）、発見者の関らは、郷土出身の牧野富太郎と宇宙の両方に縁のあるワカキノサクラを小惑星43803 1991RH2に命名することを、小惑星やその他の太陽系小天体の命名に携わる国際天文学連合の小天体命名ワーキンググループ (Working Group for Small Bodies Nomenclature, WGSBN) に申請。2023年5月に公開されたWGSBNの紀要により、正式に命名されたことが公表された。WGSBNは、以下のように紹介している。
Wakakinosakura is a kind of wild cherry tree discovered in 1889 by Japanese botanist Tomitaro Makino at Ogawa Castle in his hometown of Sakawa, Kochi prefecture. In 2008 seeds of the tree were carried to the Japanese module Kibo on the ISS and the cherry trees grown from the returned seeds are affectionately called Uchu-Zakura (“space cherry blossoms”).
（訳）ワカキノサクラは、1889年に日本の植物学者牧野富太郎が故郷の高知県佐川町の尾川城で発見した山桜の一種。2008年、その種子が国際宇宙ステーションの日本実験棟「きぼう」に持ち込まれ、その種子から育った桜の木は「宇宙桜」として親しまれている。—WGSBN Bulletin 2023年第7号